# Amud, Idlib
Amud, Idlib (tiếng Ả Rập: عامود) là một ngôi làng Syria nằm ở Darkush Nahiyah thuộc huyện Jisr al-Shughur, Idlib. Theo Cục Thống kê Trung ương Syria (CBS), Amud, Idlib có dân số 828 trong cuộc điều tra dân số năm 2004.